# E Pluribus Wiggum
«E Pluribus Wiggum» (рус. Из многих — Виггам) — десятый эпизод девятнадцатого сезона мультсериала Симпсоны. Премьера эпизода состоялась 6 января 2008 года.

## Сюжет
Гомер возвращается с работы и обнаруживает, что должен сесть на диету. Для этого он объедается и бросает мусор в трубопровод. Среди мусора оказалась серная кислота и спичка, таким образом он сжигает в Спрингфилде все фастфуд-рестораны. Для того, чтобы восстановить их, мэр Куимби передвигает день выборов на ближайшие выходные, сделав, таким образом, Спрингфилд становится первым городом в стране, в котором пройдут выборы. Оба кандидата не внушают доверия избирателям, и горожане выдвигают на пост Ральфа Виггама.

## Культурные отсылки
- В названии эпизода пародийно обыгрывается национальный девиз США «E pluribus unum» (с лат. — «Из многих - одно»).

## Саундтрек
- Duran Duran — Hungry Like The Wolf
- Макс Стайнер — Theme From A Summer Place[1]